# 格拉尼

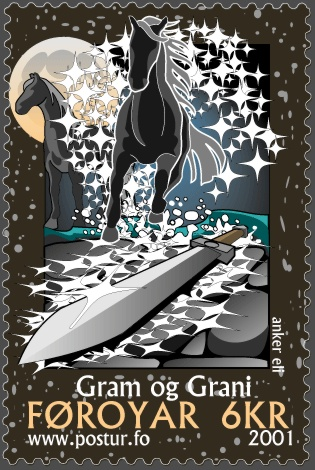
格拉尼和寶劍格拉墨，2001年法羅群島的郵票

格拉尼（Grani），北歐神話中的良馬，是奧丁（Odin）的八足神馬斯萊布尼爾（Sleipnir）的後代。在薩迦《伏爾松格傳說》中，是齊格魯德（Sigurd）的座騎。